# Pasig (fleuve)
Le Pasig (en philippin : Ilog Pasig) est un fleuve des Philippines qui prend sa source dans la Laguna de Bay et se jette dans la baie de Manille. Long d'environ 25 kilomètres, il coule vers l'ouest en traversant la ville de Manille. Ses affluents sont la Marikina et la San Juan.
Le Pasig est techniquement un estuaire pour la marée, car le sens d'écoulement dépend de la différence du niveau d'eau entre la baie de Manille et celle de Laguna de Bay. Pendant la saison sèche, le niveau d'eau dans Laguna de Bay est plus bas et le sens d'écoulement du fleuve Pasig dépend des marées. Pendant la saison des pluies, quand le niveau de l'eau de Laguna de Bay est élevé, l'écoulement est normalement de Laguna de Bay vers la baie de Manille.
Le Pasig était une voie de transport fluvial importante pour Manille durant la période espagnole. En raison de la négligence et du développement industriel, le fleuve est devenu très pollué et est considéré comme 'mort', car incapable de soutenir la vie, d'après les écologistes. La Commission de réadaptation de la rivière de Pasig (la PRRC) a été établie pour surveiller les efforts de réhabilitation pour le fleuve. La PRRC est soutenue par des organismes du secteur privé, soit la Clean et la Green Foundation, Inc., qui ont mis en application « Para Sa Pasig de Piso » (Un peso pour la campagne du Pasig).

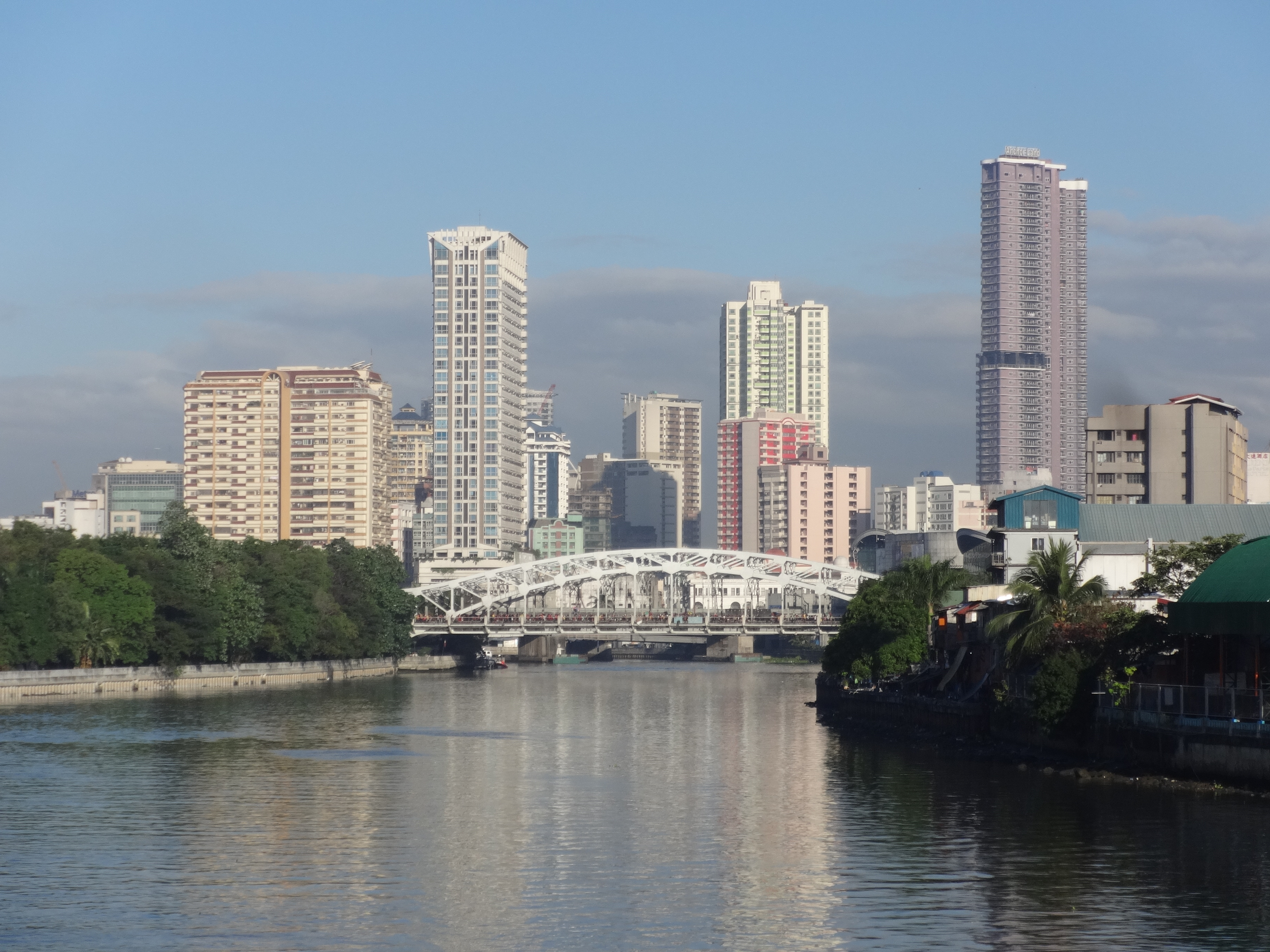
Le Pasig à Manille, avec le quartier de Quiapo à l'arrière-plan.

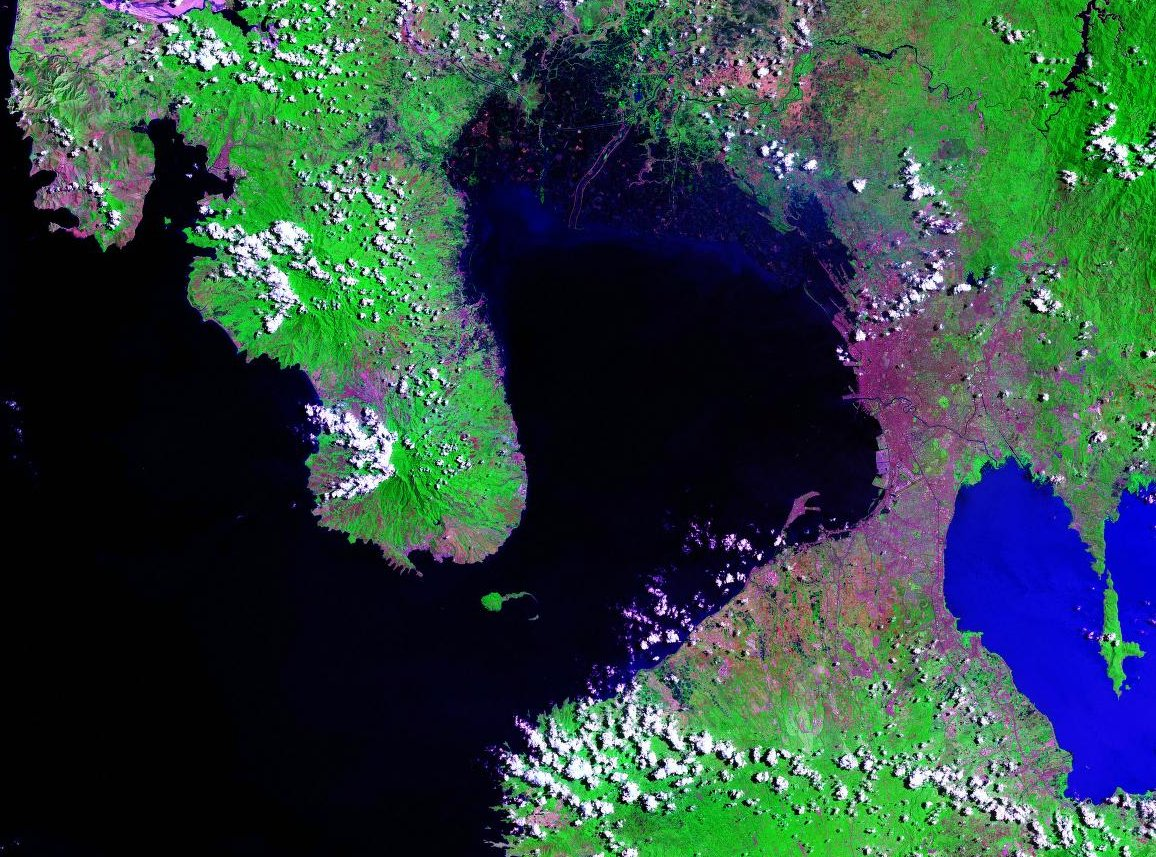
Image satellite de la Baie de Manille et de la Laguna de Bay ; le fleuve Pasig est à la droite.